# Laser Mission
Laser Mission è un film statunitense del 1989 diretto da BJ Davis.
È un film d'azione e di spionaggio a sfondo fantascientifico che vede protagonisti i popolari Brandon Lee e Ernest Borgnine. Al film partecipa inoltre Werner Pochath in una delle sue ultime interpretazioni.

## Trama
Micheal Gold è uno spericolato avventuriero al soldo della CIA e in una missione è incaricato di liberare il professor Braun, uno scienziato atomico tedesco tenuto prigioniero nell'immaginario stato africano di Kabango. Il rapimento del professore è preceduto anche dal rocambolesco furto del diamante più grosso del mondo.

## Produzione
Il film, diretto da BJ Davis su una sceneggiatura di Phillip Gutteridge con il soggetto di David A. Frank, fu prodotto da Hans Kühle Sr. per le società IMV Vertrieb Internationaler Medien, Interfilm, Karat Film International e Zimuth-Interfilm e girato in Germania, Namibia e Sudafrica nel dicembre del 1988. Laser Mission è il quinto film interpretato da Brandon Lee nella sua breve e folgorante carriera da attore.

## Distribuzione
Il film fu distribuito negli Stati Uniti nel 1989 al cinema e per l'home video dalla Turner Home video nel 1990.
Alcune delle uscite internazionali sono state:
- in Germania Ovest nel novembre del 1989
- in Giappone nel 1990 (Battle Dragon)
- in Ungheria (Lézer misszió)
- in Brasile (Missão Resgate)
- in Canada (Mission Laser)
- in Italia (Laser Mission)

## Promozione
Le tagline sono:
- "A secret agent. A beautiful accomplice. A daring mission to prevent World War III. One thrilling adventure!".
- "A race for world power. Who will succeed: CIA or KGB?".

## Critica
Secondo Fantafilm il film è un "poco memorabile action-movie, tematicamente accostabile alle situazioni del filone fantaspionistico da guerra fredda". Risulta tuttavia positiva l'interpretazione di Ernest Borgnine che dimostra bravura anche in ruoli di poco spessore.
Secondo Leonard Maltin è un "filmetto d'avventura alla 007" che non mostra alcuna novità rispetto alle produzioni del genere.